# Parafia św. Mateusza w Zielonej
Parafia pw. św. Mateusza w Zielonej – rzymskokatolicka parafia należąca do dekanatu przasnyskiego, diecezji płockiej, metropolii warszawskiej.

## Historia parafii
Parafia została erygowana w 1448 przez bpa Pawła Giżyckiego. Pierwszy kościół wybudowany z inicjatywy Slaskich herbu Grzymała spłonął w 1527. Modrzewiowy kościół powstały w latach 1772–1774 i remontowany w latach 1886, 1951, 1994–1996 stoi do dzisiaj.
W 2000 roku z inicjatywy parafian rozpoczęła się budowa nowej świątyni, do której przeniesiono część wyposażenia ze starego kościoła. W nowym kościele został wybudowany marmurowy ołtarz z figurą ukrzyżowanego Chrystusa. 
Konsekracja nowej świątyni odbyła się 17 czerwca 2012 roku, konsekratorem był ks. bp Roman Marcinkowski.

## Obszar parafii

### Miejscowości i ulice
W granicach parafii znajdują się miejscowości:

- Barańce,
- Bartołdy,
- Brzozowo,
- Dąbki,
- Dębowa Karczma,
- Gorąca,
- Goździe,
- Grabowo Wielkie,
- Grabowo Gęsie,
- Grabówek,
- Gustawin,
- Janin,
- Jaźwiny,
- Kamienice,
- Kraski,
- Łaguny,
- Niesiobędy,
- Nowe Żmijewo,
- Pęczki,
- Pokojewo,
- Milewo-Rączki,
- Żbiki-Gawronki,
- Żbiki-Starki,
- Szlasy-Leszcze,
- Umiemy,
- Zielona,
- Szlasy Żalne.